# Intel Leibniz Challenge
Die Intel Leibniz Challenge war ein bundesweiter Schülerwettbewerb von Intel in Kooperation mit der Gottfried Wilhelm Leibniz Universität Hannover in Hannover und der Initiative D21, der für die Klassenstufen 9 bis 13 angeboten wurde. Die Aufgaben umfassten die Themengebiete Informatik und Elektrotechnik. Die Intel Leibniz Challenge fand 2007 das erste Mal statt. Am 3. November 2013 wurde bekannt gegeben, dass der Wettbewerb vorerst nicht weiter fortgesetzt wird.

## Anforderungen
Die teilnehmenden Gruppen mussten insgesamt vier komplexe Aufgaben im Bereich der Informatik und Elektrotechnik lösen, für die sie jeweils einen Monat Zeit hatten.
Dabei brachten sie in der Regel dafür kein Vorwissen mit und mussten sich erst in die Thematik einarbeiten.
Ziele waren:  
- Praxisnähe
- Teamfähigkeit, weiter Teilnehmerkreis und Vernetzung
- Nutzung des Internets
- Mehrwert für Schüler und Lehrer im Unterricht
- Hohe Akzeptanz der Aufgaben und Durchhaltevermögen der Teilnehmenden
- Nachhaltigkeit

Jede der vier Aufgaben stand dabei unter einem anderen Thema (siehe Wettbewerbsjahre).
Zwei von vier Aufgaben bestanden teilweise daraus, aus einem kostenlos zugesendeten Bausatz nach einer Anleitung eine Schaltung aufzubauen. Der Aufbau der Schaltung wurde mit in die Bewertung einbezogen. 
Ab dem Wettbewerb 2010 bekamen bei Teams, welche sich aus Teilnehmern verschiedener Bundesländer oder weit entfernter Städte zusammensetzen, alle Teammitglieder jeweils einen eigenen Bausatz.

## Wettbewerbsjahre
Jedes Wettbewerbsjahr stand unter einem anderen Motto und beinhaltete verschiedene Aufgaben.

### 2009
- „Computer sind nutzlos … ohne Software“ (Programmierung zweier Zufallsgenerator-Programme)
- „Messen ohne Fehler“ (Strom- und Spannungsmessungen an Widerständen)
- „Digitaltechnik – Schaltungsoptimierung - Endliche Automaten“ (Entwicklung einer Ampelschaltung)
- „Datenübertragung – Fehlererkennung – Korrektur“ (Entwicklung eines Paritäts-Generators)

### 2010
- „Chipdesign“ (Finden von Fehlern in Mikrochips, Funktionsweise von Mikrochips)
- „Von Schwingungen zum Radioempfang“ (Bau eines einfachen Radios)
- „CMOS-Technik“
- „Mikrocontroller“ (Bau eines Thermometers)

### 2011 Regenerative Energien und Green IT
- „Wind- und Solarenergie“ (Aufgaben zu verschiedenen regenerativen Energieformen)
- „Von der Sonne zum PC“ (Bau eines Datenloggers und Übertragen der Daten mithilfe von Morsezeichen an den PC)
- „Energie-effiziente Schaltungen… für eine grüne (IT-)Welt“
- „Energieeffizienz bei Erzeugung, Speicherung und Verbrauch“

### 2012 Inspiration, Mikrocontroller, Entertainment
- „Die Welt der Mikrocontroller“
- „Programmieren des Mikrocontrollers“ (Bau eines Weckers)
- „Computermaus als Anwendungsbeispiel für den Mikrocontroller“
- „Mikrocontroller als Spielkonsole“ (Programmieren des Spiels Vier gewinnt)

### 2013 Wetter, Software, Mikrocontroller
- „Wetter – Entstehung und Einfluss“
- „Wettererfassung“ (Aufbau einer Wetterstation)
- „Regen und Luftfeuchte“
- „Luftdruck, Wind… Wetterstation“ (Fertigstellung der Wetterstation)

## Wertungssystem
Jede Aufgabe bestand aus vier Aufgabenteilen, bei denen jeweils maximal 10 Punkte, also insgesamt 40 Punkte, erreicht werden konnten.
In die Gesamtwertung gingen die Ergebnisse der besten drei Abgaben zu 100 % und die der schlechtesten zu 40 % ein, wodurch ein Team bis zu 136 Punkte erreichen konnte.
Bei Punktgleichstand zweier oder mehrerer Teams entschied die niedrigste Summe der Abgabezeitpunkte der Lösungen.

## Organisation
Die Projektleitung unterlag bis 2009 Dieter Lohse von der Leibniz Universität Hannover.
Mitarbeiter der Universität und Mitarbeiter der Firma Intel bilden das ILC-Team.
Schirmherr der Veranstaltung war der Vorsitzende der Kultusministerkonferenz.
Bei dem Wettbewerb „Intel Leibniz Challenge 2010“, für den sich Schülerinnen und Schüler ab November 2009 anmelden konnten, wird die Projektleitung von Thomas Jambor übernommen. Für die Projektkoordination war seit 2010 Tina Müller zuständig.

## Kritik
Bei der Intel-Leibniz-Challenge 2008 erreichten fünf Teams die maximal mögliche Punktzahl. Da kurzfristig nicht mehr Preise als geplant vergeben werden konnten, musste das Wertungssystem eine Woche vor der Preisverleihung abgeändert werden. 
Seitens der Organisatoren wurde besonders die starke Vernetzung der Teilnehmer im Internet und das für diesen Zweck eingerichtete Forum gelobt. Die Wettbewerbsteilnehmer hatten hier auch die Möglichkeit Fragen zu den Aufgaben zu stellen. Die Antworten auf diese Fragen waren dagegen oft unqualifiziert. Des Weiteren wurde das Forum der ILC 2009 im Laufe des Wettbewerbs ohne Angabe von Gründen geschlossen. 
Viele Teams empfanden die Bewertung ihrer Lösungen als ungerecht. Von den Musterlösungen abweichende, aber eigentlich trotzdem den Anforderungen entsprechende Lösungen wurden als falsch bewertet. Problematisch ist, dass die Korrektoren auch auf Nachfrage keinerlei Angaben über die Gründe für den Punktabzug machen. 
Die Preisträger erhielten Studiengutscheine über 250 Euro. Dieser Gutschein galt allerdings ausschließlich für die Leibniz Universität Hannover. Für Teilnehmer außerhalb von Niedersachsen war er damit quasi wertlos.

## Sonstiges
Die Leistungen der Challenge konnten in verschiedenen Bundesländern als außerschulische Leistungen in die Notengebung eingebracht werden. Diese Tatsache zeigt, dass der Wettbewerb einer der wichtigsten Schülerwettbewerbe in der Bundesrepublik war.
Bei der Abschlussveranstaltung wurden die erfolgreichsten Gruppen mit Preisen wie Notebooks und MP3-Playern belohnt.
Zudem konnten sie Studiengutscheine an der Leibniz Universität und Schnupperpraktika bei Intel gewinnen.